# Taquet français

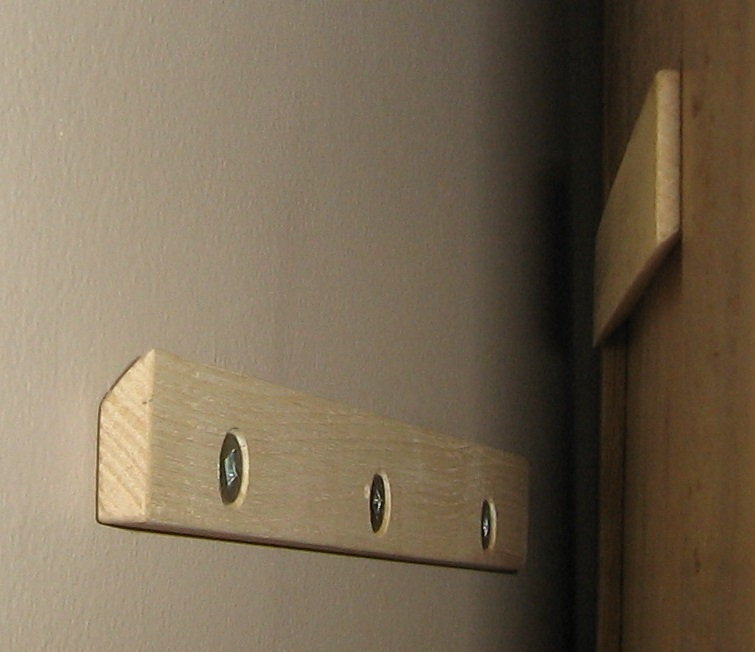
taquet français

Le taquet français, traduction de l'anglais (en) French cleat, est une moulure qui permet d'attacher une armoire, un miroir, des œuvres d'art ou un autre objet à un mur.
Le taquet est constitué d'une planchette, habituellement en bois, biseautée sur le dessus avec un angle de 30 à 45 degrés. Cette planchette est fixée au support, généralement au mur. L'objet à suspendre est muni d'une planchette correspondante, biseauté au dessous au même angle. L'encastrement des deux biseaux assure le maintien de l'assemblage par le poids propre de l'objet suspendu. Cependant, lors d'un porte-à-faux important, l'appui de l'objet au support au dessous du taquet suffit généralement à assurer le maintien.
Plusieurs taquets peuvent être superposés sur un même mur à intervalle régulier. Cette disposition permet un aménagement d'étagères très polyvalent.
Les taquets français peuvent être utilisés en paires, ou avec un taquet fixé au mur et un objet avec un biseau correspondant.